# Mister República Dominicana
Mister República Dominicana, es un certamen de belleza masculino para hombres entre 18 a 40 años de edad, cada uno representando a República Dominicana, en un certamen internacional. Mister República Dominicana y actual ganador del certamen es Aldo Farias, representante de San Juan.

## Organización
Mister República Dominicana es la plataforma oficial para los certámenes de belleza masculina más importantes del planeta: Mister Internacional, Mister Mundo, Mister Supranacional, Mister Global y Manhunt Internacional. Parte de los semifinalistas representan a la República Dominicana en algunos certámenes alrededor del mundo. El Mister República Dominicana es organizado por Anthony Santana, Mister República Dominicana Internacional 2012, quién posee las franquicias de Mister Internacional, Mister Mundo, Mister Supranacional, Mister Global, Manhunt Internacional y Mister Grand Internacional.

## Mister República Dominicana
El ganador de Mister República Dominicana representa al país en el Mister Internacional. A veces, cuándo el ganador no califica, se envía al primer finalista.

### Mister República Dominicana Internacional
- Ganador
- Finalista
- Semifinalista
- Ganador de Premio Especial

| Sede/Año | Representante          | Posición                  | Premio Especial      |
| -------- | ---------------------- | ------------------------- | -------------------- |
| 2012     | Anthony Santana        | No clasificó              | Hombre de tus Sueños |
| 2013     | Jonathan Checo         | No clasificó              |                      |
| 2014     | Giusseppe Paulino      | No participó              |                      |
| 2015     | Freds Rivera           | No clasificó              |                      |
| 2016     | Víctor Matos           | No participó              |                      |
| 2017     | Kenny Rodríguez        | No clasificó              |                      |
| 2018     | Arturo Paredes         | Top 10                    |                      |
| 2019     | Christian Puigbó       | No participó              |                      |
| 2022     | Emmanuel “Manu” Franco | Mister Internacional 2022 | Mejor Traje Formal   |
| 2023     | Ovarlyn Torres         | Top 20                    |                      |
| 2024     | Felipe Reyes           | No clasificó              |                      |
| 2025     | Aldo Farias            | TBA                       |                      |

### Mister República Dominicana Supranacional
- Ganador
- Finalista
- Semifinalista
- Ganador de Premio Especial

| Sede/Año | Representante         | Posición     | Premio Especial             |
| -------- | --------------------- | ------------ | --------------------------- |
| 2018     | Daniel Sicheneder     | Top 10       | Mister Supranacional Caribe |
| 2019     | Ángel Holguín         | Top 10       | Mister Supranacional Caribe |
| 2021     | Iván Oleaga           | Top 10       | Mister Supranacional Caribe |
| 2022     | Lewis Echavarria      | Top 20       |                             |
| 2023     | Jan Carrasco          | No participó |                             |
| 2024     | Braylin “Bray” Vargas | Top 10       | Mister Supranacional Caribe |
| 2025     | Stanley Castellanos   | No clasificó |                             |

### Mister República Dominicana Global
- Ganador
- Finalista
- Semifinalista
- Ganador de Premio Especial

| Sede/Año | Representante       | Posición       | Premio Especial |
| -------- | ------------------- | -------------- | --------------- |
| 2016     | César Baurod        | No clasificó   |                 |
| 2018     | Frainy Figueroa     | Top 16         |                 |
| 2019     | Braulio Encarnación | 4.to Finalista |                 |
| 2021     | Ariel Morales       | No clasificó   | Mejor Cuerpo    |
| 2022     | Michael Gómez       | No clasificó   |                 |
| 2023     | Alexander Taveras   | Top 10         |                 |
| 2024     | José Alberto Núñez  | No participó   |                 |
| 2024     | Kenneth Castillo    | No clasificó   |                 |
| 2025     | Yilbert Mejía       | TBA            |                 |

### Manhunt Internacional República Dominicana
- Ganador
- Finalista
- Semifinalista
- Ganador de Premio Especial

| Sede/Año | Representante        | Posición       | Premio Especial         |
| -------- | -------------------- | -------------- | ----------------------- |
| 1995     | Héctor Peralta       | No clasificó   |                         |
| 2006     | Elisio Cortes        | No clasificó   |                         |
| 2008     | Jetson Rodríguez     | No clasificó   |                         |
| 2011     | Nelson Omar Sterling | 1.er Finalista |                         |
| 2012     | Joel Pérez Núñez     | Top 16         |                         |
| 2016     | Digno Guerrero       | Top 16         | Manhunt de las Américas |
| 2017     | Mike Jacobi          | Top 16         |                         |
| 2018     | Roosevelt Casado     | No clasificó   |                         |
| 2020     | Argenis Grullón      | No clasificó   |                         |
| 2022     | Manuel Arias         | No participó   |                         |
| 2023     | Emilio Fernández     | No participó   |                         |
| 2024     | Starlyn Terrero      | Top 20         |                         |
| 2025     | Frangel Santiago     | No clasificó   | Manhunt de las Américas |

### Caballero Universal República Dominicana
- Ganador
- Finalista
- Semifinalista
- Ganador de Premio Especial

| Sede/Año | Representante     | Posición                 | Premio Especial |
| -------- | ----------------- | ------------------------ | --------------- |
| 2021     | Enmanuel Peña     | 1.er Finalista           |                 |
| 2022     | Fabio Gómez       | Top 10                   | Mejor Sonrisa   |
| 2023     | Leandro Mendoza   | Caballero Universal 2023 | Mister Prensa   |
| 2024     | Enmanuel Abud     | No clasificó             |                 |
| 2025     | Oscar del Rosario | TBA                      |                 |

### Mister Grand Internacional República Dominicana
- Ganador
- Finalista
- Semifinalista
- Ganador de Premio Especial

| Sede/Año | Representante    | Posición                        | Premio Especial           |
| -------- | ---------------- | ------------------------------- | ------------------------- |
| 2017     | Blachy Abreu     | No clasificó                    | Embajador Grand Deportivo |
| 2018     | Rodney Tapia     | Mister Grand Internacional 2018 |                           |
| 2021     | Dean Mendoza     | No clasificó                    |                           |
| 2022     | Freddy Cordero   | Top 12                          |                           |
| 2023     | Fernando Nolasco | Top 16                          |                           |

## Mister República Dominicana Mundo
Mister República Dominicana Mundo es un certamen hecho en 2007. Desde aquel año, Mister Mundo República Dominicana, colabora junto a Concurso Nacional de Belleza (Miss Mundo Dominicana). La República Dominicana, ha participado en el Mister Mundo desde 1996. 
- Ganador
- Finalista
- Semifinalista
- Ganador de Premio Especial

| Año  | Ganador               | Colocación   | Premios Especiales                    |
| ---- | --------------------- | ------------ | ------------------------------------- |
| 1996 | Juan Vidal            | No clasificó |                                       |
| 2007 | Johaney Albor         | No clasificó |                                       |
| 2010 | Ramón Uyola           | No clasificó |                                       |
| 2014 | Braylin “Bray” Vargas | No clasificó |                                       |
| 2016 | Casey Sánchez         | No participó | No participó                          |
| 2019 | Alejandro Martínez    | Top 5        | Mister Mundo Caribe Top Model (Top 5) |
| 2024 | Julio Peña            | No clasificó |                                       |

## Titulares del Mister República Dominicana 2025
Los titulares, que representarán a la República Dominicana  en los certámenes de belleza masculina, más importantes del planeta para 2025 son: 
| Aldo Farias | Julio Peña | Stanley Castellanos | Yilbert Mejia | Frangel Santiago |

## Man of the World República Dominicana
Man of the World República Dominicana es un certamen, que promueve un modelo de masculinidad que integra valores fundamentales como la educación, el liderazgo y el compromiso social. El certamen era organizado por el productor de eventos y experto en certámenes de belleza, Anthony Santana, Mister República Dominicana Internacional 2012, hasta el año 2025. Este concurso es liderado por Jorge Cruz y Alejandro Martínez, Mister República Dominicana Mundo 2019.  La República Dominicana, ha participado desde el 2022.
- Ganador
- Finalista
- Semifinalista
- Ganador de Premio Especial

| Sede/Año | Representante    | Posición     | Premio Especial                                                                  |
| -------- | ---------------- | ------------ | -------------------------------------------------------------------------------- |
| 2022     | Kenneth Castillo | Top 15       | Mister Personalidad                                                              |
| 2023     | Rikaury Mieses   | No clasificó | Mejor Look de Llegada Mejor Traje Típico (3° Lugar) Mister Fotogénico (2° Lugar) |
| 2024     | Junior Mendoza   | Top 15       | Mister Prensa (Top 10) Modelo Fashion (Top 10)                                   |
| 2025     | Robinson Disla   | No participó |                                                                                  |

## Mister República Dominicana Universo
Mister República Dominicana Universo es un certamen para seleccionar al Mister Universe Model. El anterior certamen era llamado Mister Universe Model, hasta el año 2013. Mister República Dominicana Universo, colabora con la Compañía Mister Universe Model, para sostener uno de los más prestigiosos certámenes internacionales para modelos masculinos en la República Dominicana. Este concurso es liderado por Robert Flores.
El 12 de julio de 2012, Erick Jiménez Sabater, fue galardonado como el primer Mister Universe Model de la República Dominicana. Venciendo a Miha Dragos de Eslovenia, durante la final en el 5.º certamen anual.
- Ganador
- Finalista
- Semifinalista
- Ganador de Premio Especial

| Sede/Año | Representante             | Posición                    | Premio Especial |
| -------- | ------------------------- | --------------------------- | --------------- |
| 2008     | Anderson Mendoza          | Top 10                      |                 |
| 2009     | Fabio Reyes               | No clasificó                |                 |
| 2010     | Ostwal González           | Top 15                      |                 |
| 2011     | Anthony Duarte            | 1.er Finalista              |                 |
| 2012     | Erick Jiménez Sabater     | Mister Modelo Universo 2012 | Mejor Cuerpo    |
| 2013     | Walter Pineda             | No clasificó                |                 |
| 2014     | Alejandro Ortiz           | No clasificó                |                 |
| 2015     | Lawrence Maria            | No clasificó                |                 |
| 2016     | Víctor Manuel Alcántara   | 2.do Finalista              |                 |
| 2017     | Ariel Sánchez Calderón    | Top 15                      | Mejor Cuerpo    |
| 2018     | Eddison Tineo             | Top 12                      |                 |
| 2019     | Christopher Galván Pujols | Top 15                      |                 |

## Mister Turismo República Dominicana
Mister Turismo República Dominicana es un certamen organizado por el productor de eventos y experto en certámenes de belleza, Chris Puesan, quien escoge al máximo representante de la belleza para promover el turismo a nivel mundial, que corona a un representante para la República Dominicana en Mister Turismo Internacional. La República Dominicana, ha participado desde el 2002.
- Ganador
- Finalista
- Semifinalista
- Ganador de Premio Especial

| Sede/Año | Representante       | Posición       | Premio Especial    |
| -------- | ------------------- | -------------- | ------------------ |
| 2002     | Gianny Sancchetta   | No clasificó   |                    |
| 2012     | José Luis Polanco   | Top 7          |                    |
| 2013     | Pedro Manuel Payano | No clasificó   | Mejor Traje Típico |
| 2014     | José Emilio Báez    | 3.er Finalista | Mejor Cuerpo       |
| 2015     | Kevin Paul Guilamo  | No clasificó   |                    |
| 2024     | Erick Luna Bichara  | TBA            |                    |

### Mister Turismo Mundial República Dominicana
Mister Turismo Mundial República Dominicana es un certamen organizado por el actor, comunicador social y productor de eventos, Osiris Richetti, Mister Turismo Mundial República Dominicana 2018, quien escoge al máximo representante de la belleza, el turismo y la cultura para la República Dominicana en Mister Turismo Mundial (Mister Tourism World). La República Dominicana, ha participado desde el 2018.
- Ganador
- Finalista
- Semifinalista
- Ganador de Premio Especial

| Sede/Año | Representante    | Posición                    | Premio Especial        |
| -------- | ---------------- | --------------------------- | ---------------------- |
| 2018     | Osiris Richetti  | 2.do Finalista              |                        |
| 2019     | Rafael Columna   | 2.do Finalista              | Mister Cultura         |
| 2021     | Jonathan Checo   | Mister Turismo Mundial 2021 | Mejor en Traje de Baño |
| 2022     | Iván Pimentel    | 3.er Finalista              | Mejor Cuerpo           |
| 2023     | Byron Balbuena   | 2.do Finalista              |                        |
| 2024     | Jorge Valenzuela | 5.to Finalista              | Mister Caribe          |